# Multoribula suramericana
Multoribula suramericana är en kvalsterart som beskrevs av Balogh och Sandór Mahunka 1977. Multoribula suramericana ingår i släktet Multoribula och familjen Multoribulidae. Inga underarter finns listade i Catalogue of Life.